# Plumlov
Plumlov é uma cidade checa localizada na região de Olomouc, distrito de Prostějov.